# Tương Đô
Tương Đô (chữ Hán giản thể: 襄都区, âm Hán Việt: Tương Đô khu) là một quận thuộc địa cấp thị Hình Đài, tỉnh Hà Bắc, Cộng hòa Nhân dân Trung Hoa. Quận này có diện tích 37 ki-lô-mét vuông, dân số 230.000 người. Mã số bưu chính Tương Đô là 054001. Quận này được chia thành 4 nhai đạo 2 hương. Tổng cộng có 13 ủy ban thôn, 34 ủy ban xã khu cư chuyển từ thôn, 53 ủy ban xã khu cư
- Nhai đạo biện sự xứ: Tây Môn Lý, Nam Trường Nhai, Tây Đại, Bắc Đại Nhai.
- Hương: Đông Quách Thôn và Đại Lương Trang.